# شینجی هاشیموتو
شینجی هاشیموتو (انگلیسی: Shinji Hashimoto؛ زادهٔ ۲۴ مهٔ ۱۹۵۸) اهل ژاپن است. وی بین سال‌های ۱۹۹۵ تا ۲۰۲۲ میلادی فعالیت می‌کرد.